# Tubularia spectabilis
Tubularia spectabilis är en nässeldjursart som först beskrevs av Agassiz 1862.  Tubularia spectabilis ingår i släktet Tubularia och familjen Tubulariidae. Inga underarter finns listade i Catalogue of Life.